# Clupisoma garua
Clupisoma garua е вид лъчеперка от семейство Schilbeidae. Видът не е застрашен от изчезване.

## Разпространение и местообитание
Разпространен е в Бангладеш, Индия (Асам, Дарджилинг, Западна Бенгалия, Мегхалая, Мизорам, Ориса, Сиким, Трипура, Утар Прадеш, Утаракханд, Чандигарх и Чхатисгарх), Непал и Пакистан.
Обитава пясъчните дъна на сладководни и полусолени басейни и реки.

## Описание
На дължина достигат до 60,9 cm.
Популацията на вида е намаляваща.